# Transizione duttile-fragile
La transizione duttile-fragile è un punto particolare della curva di resilienza dei metalli che hanno una struttura a reticolo cubico a corpo centrato (CCC), dove si verifica il passaggio da una frattura duttile ad una frattura fragile.
Questo fenomeno non si verifica nei metalli a reticolo cubico a facce centrate CFC, la causa è data dalla diversa dissipazione dell'energia introdotta con le sollecitazioni tensionali, in quanto nei CFC si verifica una maggiore deformazione plastica per via dei maggiori piani di scorrimento della massa metallica, di conseguenza non si verificano le micro-cricche che poi portano a cedimento fragile.